# モイセス・ムニョス
モイセス・アルベルト・ムニョス・ロドリゲス（スペイン語: Moisés Alberto Muñoz Rodríguez、1980年2月1日 - ）は、メキシコの元サッカー選手。元メキシコ代表。ポジションはGK。

## クラブ歴

### モレリア

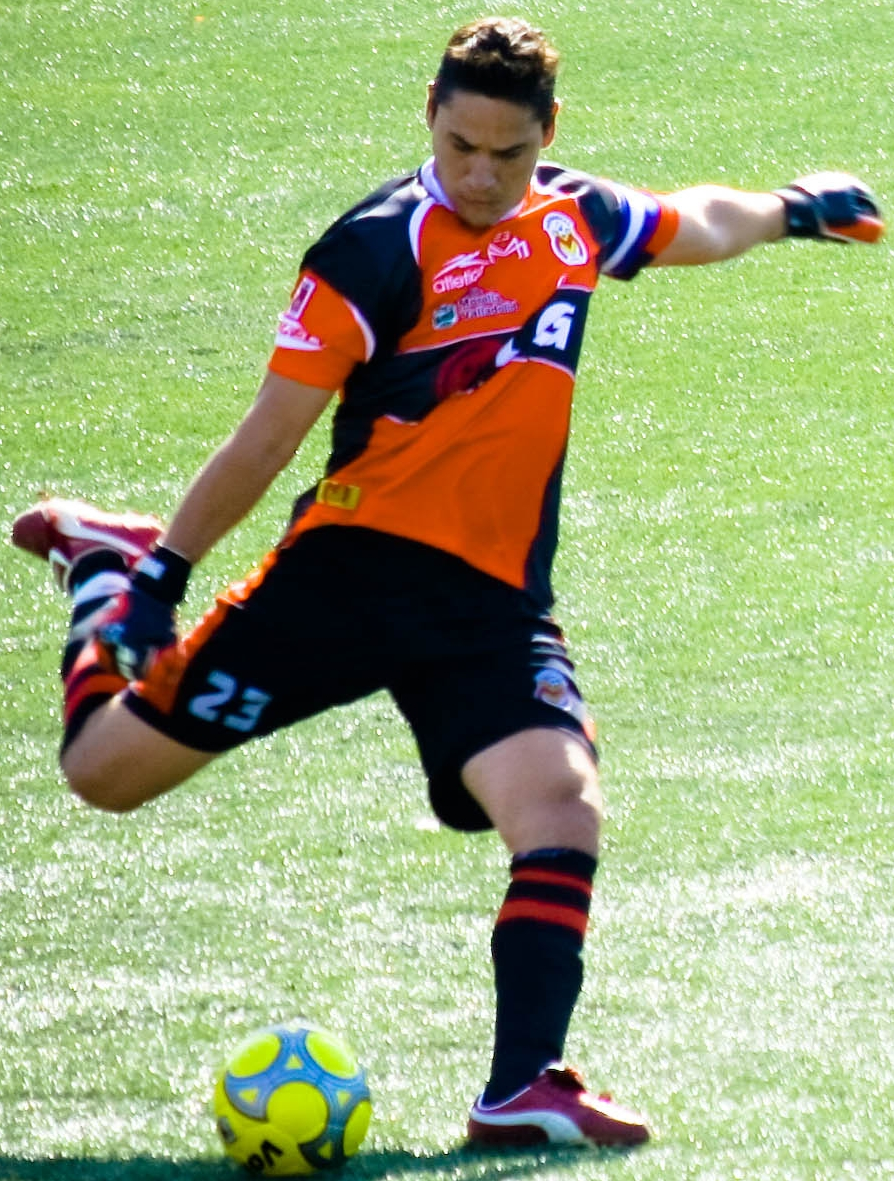
モナルカス・モレリア時代

1999年9月19日にモナルカス・モレリアでリーグ戦初出場。当初はアンヘル・コミッツォの控えであった。2000年に初タイトルを獲得するものの、この頃はレギュラーではなかった。2002年のアペルトゥーラにレギュラーを獲得しリーグファイナルに進んだが決勝戦で4-2とされ敗北した。翌シーズンも決勝に進んだが再び敗れた。それでも2010年まで在籍し続け、282試合に出場、クラブ史上最多出場記録となった。 

### アトランテ
2010年にフェデリコ・ビラールとのトレードでアトランテFCに移籍。レギュラーとして53試合に出場した。

### クラブ・アメリカ

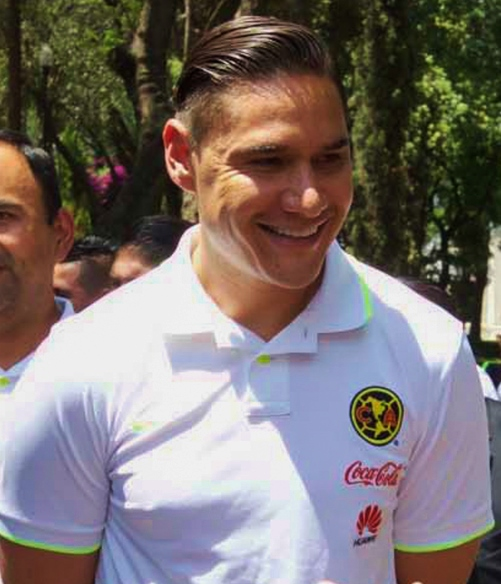
2016年、クラブ・アメリカ在籍時代

2011年11月25日にクラブ・アメリカに移籍。2012年のクラウスーラから出場した。
2013年5月にはクラブ・アメリカ移籍後初となるリーグファイナル進出。初戦では0-1と敗北した。2戦目も1点を先行されたが、88分に主将のアキバルド・モスケラが得点し1-1に追い付く。90+2分にオスバルド・マルティネスのコーナーキックを彼がダイビングヘッドし、相手ディフェンダーのアレハンドロ・カストロ・フローレスにディフレクションし得点を記録、試合を延長戦、そしてPK戦に持ち込ませた。PK戦ではハビエル・オロスコのPKを止めて4-2として勝利、その劇的な活躍を各種メディアも取り上げた。
2016年10月1日にリーガMX500試合出場を達成。

## 代表歴
2004年10月27日のエクアドル代表との親善試合でメキシコ代表初出王。コパ・アメリカ2004、FIFAコンフェデレーションズカップ2005ではセカンドゴールキーパーであった。2005 CONCACAFゴールドカップで正ゴールキーパーになったが、2006 FIFAワールドカップでは23人から落選。ウーゴ・サンチェス、スヴェン＝ゴラン・エリクソン両監督からは控えの扱いであった。結局、2005年7月以来代表には久しく出場がなく、2008年以降は招集される事すらなかった。
しかし2013年になるとホセ・マヌエル・デ・ラ・トーレ監督が2013 CONCACAFゴールドカップのメンバーに招集。7月14日のグループステージ最終節、マルティニーク代表戦で8年ぶりの代表出場を記録、試合も3-1で勝利した。この試合での失点もケヴァン・パルスメンが蹴ったPKであった。
同年、ミゲル・エレーラが監督に就任するとレギュラーを掴んだ。2014 FIFAワールドカップ・大陸間プレーオフでも両試合に出場、合計9-3で勝利した。しかし、2014 FIFAワールドカップのメンバーからは外れた。
2015年6月に2015 CONCACAFゴールドカップのメンバーに入った。背番号は今迄着用していた23番をホセ・フアン・バスケスに渡し、1番となった。10月のCONCACAFカップのメンバーにも選出されたが出場は無く、代表最後の試合はCONCACAFゴールドカップのジャマイカ代表戦となった。

## 私生活

### 出自
いとこのカルロス・フェリペ・ロドリゲスもゴールキーパー。
幼少の頃にカリフォルニア州レッドウッドシティに渡米。小学校から中学校をカリフォルニアの地で過ごしたため、英語に堪能である。しかしながら、彼自身は移民労働者の子供として在住していただけであり、米国籍は持っていないが、両親は米国籍も保有している。高校入学を前にしてメキシコに戻り、19歳でサッカー選手となった。
バスケットボールやアメリカンフットボールもしていたため、当初からプロサッカー選手になるとは決めていなかったと述べている。

### 事故
2012年6月3日、メキシコシティからグアダラハラを結ぶ高速道路で、彼の運転するホンダ・ラグレイト（現地名はオデッセイ）がコントロールを失い、上下逆さまになった。妻と二人の子供とともにモレリアに向かう途中の出来事であった。この事故で家族全員がヘリコプターで病院へ搬送、この病院はサルバドール・カバニャスの治療もおこなった病院であった。事故の原因については、急な大雨によってコントロールが利かなくなった事だと明らかにされた。
当初は重傷を負ったと報道されていた。しかしメキシコの赤十字社が、この事故で彼は外傷性脳損傷を受けたものの、容体は安定しており意識もあると発表。更に後に、彼の脳損傷は幸いにも生命を脅かすものではなかっただけでなく、サッカー選手としての人生にも影響を及ぼさないものであった事がわかった。彼は頭部に怪我をしただけで意識を失う事もなかったという。ただし、後に指を骨折していた事を明らかにした。
クラブ・アメリカのミゲル・エレーラ監督も記者会見で、個人的に連絡を受けた内容を明らかにした。
体調はとても良い。医者が頭部の破片を全て取り除いてくれたし、ヘリコプターでアンヘレス・デル・ペドレガル（病院）へ搬送されているところだ。すぐ回復するから待っていてほしい、ミゲル監督。—モイセス・ムニョス

### メディア
2015年にメキシコのテレノベラ、ラ・ベシナに出演。
2018 FIFAワールドカップの際にはフォックス放送で分析を務めた。